# Urosaurus nigricaudus
Urosaurus nigricaudus är en ödleart som beskrevs av  Cope 1864. Urosaurus nigricaudus ingår i släktet Urosaurus och familjen Phrynosomatidae. Inga underarter finns listade i Catalogue of Life.
Artepitetet i det vetenskapliga namnet är sammansatt av de latinska orden nigra (svart) och cauda (svans).
Kroppsfärgen kan vara gråaktig till mörkbrun och på benen samt på den svartaktiga svansen finns mörkare ringar. Dessutom förekommer blåa punkter på ryggen. Typisk är två blåa fläckar på undersidan som kan vara kopplade med varandra. Exemplaren är utan svans cirka 42 mm långa och svansen är ungefär 66 mm lång.
Arten förekommer på halvön Baja California i Mexiko och i angränsande delar av Kalifornien. Den lever i låglandet och i bergstrakter upp till 2100 meter över havet. Habitatet varierar mellan öppna skogar med ekar, buskskogar, gräsmarker och öken. Exemplaren gömmer sig ofta i bergssprickor eller jordhålor. Honor lägger ägg.
För beståndet är inga hot kända. Hela populationen anses vara stabil. IUCN kategoriserar arten globalt som livskraftig.